# Risto Lillemets
Risto Lillemets, né le 20 novembre 1997, est un athlète estonien spécialiste des épreuves combinées.

## Biographie
En 2023, il se classe troisième de l'heptathlon des Championnats d'Europe en salle à Istanbul, devancé par le Français Kevin Mayer et le Norvégien Sander Skotheim.

## Palmarès
| Date | Compétition                    | Lieu     | Résultat | Épreuve    | Points    |
| ---- | ------------------------------ | -------- | -------- | ---------- | --------- |
| 2021 | Championnats d'Europe en salle | Toruń    | 5e       | Heptathlon | 6 055 pts |
| 2023 | Championnats d'Europe en salle | Istanbul | 3e       | Heptathlon | 6 079 pts |

## Records
| Épreuve           | Performance   | Lieu     | Date              |
| ----------------- | ------------- | -------- | ----------------- |
| 100 m             | 10 s 83       | Götzis   | 28 mai 2022       |
| Saut en longueur  | 7,25 m        | Götzis   | 28 mai 2022       |
| Lancer du poids   | 14,97 m       | Götzis   | 28 mai 2022       |
| Saut en hauteur   | 2,09 m        | Kuortane | 10 juillet 2017   |
| 400 m             | 48 s 95       | Tallinn  | 25 juin 2022      |
| 110 m haies       | 14 s 23       | Tallinn  | 26 juin 2022      |
| Lancer du disque  | 46,39 m       | Tallinn  | 9 août 2020       |
| Saut à la perche  | 5,02 m        | Tallinn  | 26 juin 2022      |
| Lancer du javelot | 65,36 m       | St-Paul  | 19 décembre 2020  |
| 1 500 m           | 4 min 29 s 96 | Talence  | 18 septembre 2022 |
| Décathlon         | 8 156 points  | Götzis   | 30 mai 2021       |

| Épreuve          | Performance   | Lieu    | Date            |
| ---------------- | ------------- | ------- | --------------- |
| 60 m             | 6 s 93        | Tallinn | 5 février 2022  |
| Saut en longueur | 7,28 m        | Tallinn | 6 février 2021  |
| Lancer du poids  | 15,00 m       | Tallinn | 8 février 2020  |
| Saut en hauteur  | 2,07 m        | Tallinn | 3 février 2017  |
| 60 mètres haies  | 7 s 95        | Tallinn | 27 février 2022 |
| Saut à la perche | 5,10 m        | Tallinn | 9 février 2020  |
| 1 000 m          | 2 min 38 s 25 | Tallinn | 5 février 2023  |
| Heptathlon       | 6 089 pts     | Tallinn | 7 février 2021  |